# Hilarión Osorio
Hilarión Osorio (* 21. Oktober 1928; † 1990) war ein paraguayischer Fußballspieler. Der Stürmer bestritt vier Länderspiele und nahm mit der Nationalmannschaft seines Heimatlandes an der Weltmeisterschaft 1950 in Brasilien teil.

## Karriere

### Verein
Hilarión Osorio spielte mindestens im Weltmeisterschaftsjahr 1950 und im Südamerikameisterschaftsjahr 1956 für Sportivo Luqueño. Weitere Daten seiner Vereinskarriere sind nicht belegt.

### Nationalmannschaft
Osorio debütierte im Mai 1950 in der Nationalmannschaft beim Freundschaftsspiel gegen Brasilien. Im Anschluss stand er im Kader Paraguays für die Weltmeisterschaft 1950, kam allerdings in den beiden Spielen gegen Schweden und Italien nicht zum Einsatz und schied mit der Albirroja in der Gruppenphase aus. Nach zwei weiteren Weltmeisterschafts-Qualifikationsspielen kam er beim Campeonato Sudamericano 1956 beim 0:0-Unentschieden gegen Brasilien zu seinem letzten Länderspieleinsatz.